# Togianspökuggla
Togianspökuggla (Ninox burhani) är en fågel i familjen ugglor inom ordningen ugglefåglar.

## Utbredning och systematik
Fågeln återfinns på Togianöarna utanför Sulawesi, Indonesien. Den upptäcktes så sent som 1999.

## Status
IUCN kategoriserar arten som nära hotad.